# Дуб Суворова
Суворовский дуб — ботанический памятник природы в селе Яблочное Белогорского района Крыма. Дерево дуба черешчатого имеет четыре ствола, 2 дупла забетонированы. Возраст более 750 лет. Есть охранный знак. На расстоянии 1,3 м от земли обхват ствола составляет 9,54 м. Растет в Белогорском районе (Крым), при выезде с Белогорска в селе Яблочное. По легенде под этим деревом в марте 1777 года А. Суворов вёл переговоры с посланником турецкого султана. Статус ботанического памятника природы дерево получило в 1997 году.